# 瓦赫魯舍沃
博科沃-赫鲁斯塔利内（烏克蘭語：Боково-Хрустальне），俄罗斯当局称瓦赫鲁舍沃（羅馬化：Vakhrushevo），法理上是乌克兰東部盧甘斯克州罗韦尼基区赫鲁斯塔利内市镇内的城市，事实上隶属于俄罗斯卢甘斯克人民共和国红卢奇市议会。該市距離州府卢甘斯克61公里，始建於1954年，面積28平方公里，2022年人口数量为11,421人。自2014年顿巴斯战争后该市不在乌克兰政府的管辖之下。

## 城市名称
瓦赫鲁舍沃的名字来源于苏联煤炭工业人民委员瓦西里·瓦赫鲁舍夫。
2016年据去共化法律乌克兰将该市的名字从“瓦赫鲁舍沃”改为“博科沃-赫鲁斯塔利内”，但当地政府继续使用沿用旧名“瓦赫鲁舍沃”。

## 图集

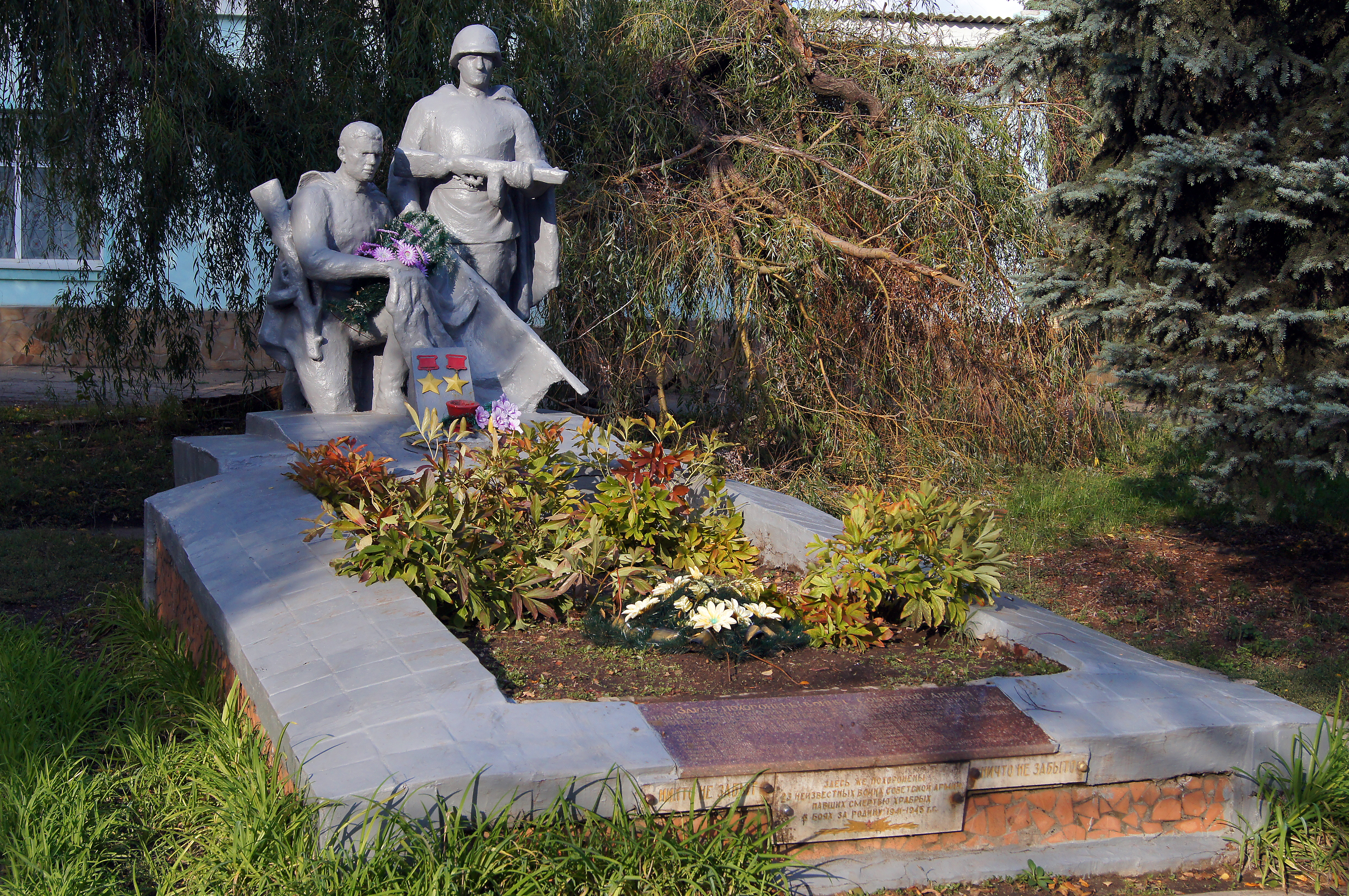